# Sharbel Touma
Sharbel Touma (ur. 25 marca 1979 w Bejrucie) – szwedzki piłkarz występujący na pozycji pomocnika lub napastnika. Obecnie jest zawodnikiem Syrianska FC.

## Kariera klubowa
Touma profesjonalną karierę rozpoczynał w drugoligowym Djurgårdens IF. Do jego pierwszej drużyny został przesunięty w sezonie 1997. W debiutanckim sezonie rozegrał osiem spotkań. W następnej edycji rozgrywek drugiej ligi zagrał 16 razy i strzelił dwa gole, a także wywalczył z klubem awans do pierwszej ligi. Przez cały sezon 1999 wystąpił tam w 24 spotkaniach i zdobył osiem bramek. Jednak jego zespół zajął ostatnią, czternastą pozycję w lidze i został zdegradowany na zaplecze ekstraklasy. Wówczas Touma odszedł do AIK Solny. W pierwszym sezonie zajął z klubem trzecie miejsce w lidze, a rok później powtórzył to osiągnięcie. Łącznie rozegrał tam 29 spotkań i zdobył cztery bramki.
W 2002 roku przeszedł do Halmstads BK. Pierwszy ligowy występ zanotował tam 7 kwietnia 2002 w przegranym przez jego zespół 0-1 pojedynku z GIF Sundsvall. W Halmstadzie spędził trzy lata, a jego największym sukcesem w trakcie gry dla tego klubu było wicemistrzostwo Szwecji w 2004 roku. W sumie zagrał tam 68 razy i strzelił 20 goli.
W 2004 roku przeniósł się do holenderskiego FC Twente. W Eredivisie zadebiutował 4 grudnia 2004 w wygranym przez jego drużynę 4-0 meczu z FC Den Bosch. Natomiast pierwszego gola w holenderskiej ekstraklasie strzelił 6 lutego 2005 roku w spotkaniu z Ajaxem Amsterdam, wygranym przez Twente 2-1. W 2006 roku zwyciężył z klubem w Pucharze Intertoto i awansował z nim do Pucharu UEFA. Odpadli jednak z niego w drugiej rundzie eliminacyjnej, po porażce w dwumeczu z Levadią Tallinn. W barwach Twente grał przez trzy lata. W tym czasie wystąpił tam łącznie 79 razy i zdobył 17 bramek.
W 2007 roku Touma odszedł do niemieckiego drużyny z 2. Bundesligi – Borussii Mönchengladbach. Pierwszy ligowy występ zaliczył tam 13 sierpnia 2007 w zremisowanym 1-1 pojedynku z 1. FC Kaiserslautern. Na koniec sezonu jego drużyna uplasowała się na pierwszej pozycji w lidze i awansowała do ekstraklasy. W Bundeslidze zadebiutował 20 września 2008 w przegranym 0-1 pojedynku z Herthą Berlin.
W 2009 roku był graczem greckiego klubu Iraklis Saloniki. W 2010 powrócił do Allsvenskan, do Djurgårdens IF. Tego samego roku przeniósł się do drużyny Syrianska FC, w której gra do tej pory.

## Kariera reprezentacyjna
Touma jest reprezentantem Szwecji. W drużynie narodowej zadebiutował 1 lutego 2001 w przegranym 0-1 meczu z Finlandią. Dotychczas w kadrze zagrał dwa razy (stan na kwiecień 2009).